# Apensen
Apensen est une commune allemande de l'arrondissement de Stade, Land de Basse-Saxe.

## Géographie
La commune d'Apensen comprend le quartier de Grundoldendorf.
| Bliedersdorf |          | Nottensdorf |
| Harsefeld    | Apensen  | Buxtehude   |
| Sauensiek    | Beckdorf |             |

Apensen se trouve sur la ligne de Bremerhaven à Buxtehude.

## Histoire
Apensen est mentionné pour la première fois en 1231 sous le nom de "Abbenhusen".

## Jumelages
- Ploërmel (France), depuis 1980.
- Kolbuszowa (Pologne).